# Igreja de São Sebastião dos Matinhos

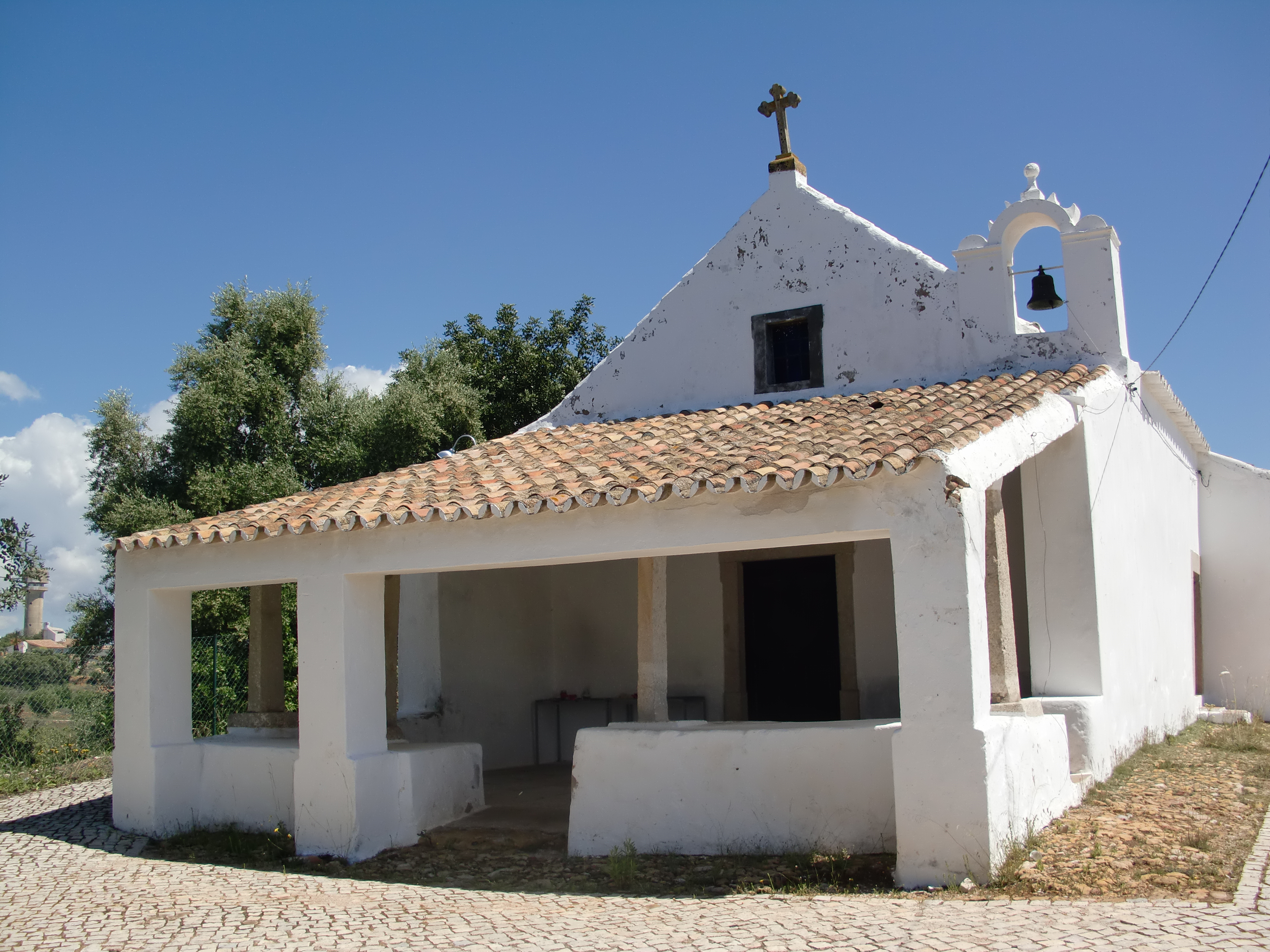
Igreja de São Sebastião dos Matinhos (ou do Bitoito), Laranjeiro, Moncarapacho

Igreja de São Sebastião dos Matinhos (ou do Bitoito) é uma pequena igreja situado no sítio do Laranjeiro, freguesia de Moncarapacho, Algarve, conhecida como Igreja de São Sebastião dos Matinhos, embora em fontes coevas apareça também designada como Igreja de São Sebastião do Bitoito. 
Na porta principal apresenta a data de 1713, mas a sua construção poderá datar dos inicios do século XVI, pois é já referida num registo paroquial da freguesia de Moncarapacho datado de 22 de Julho de 1542.